# Saint Maries

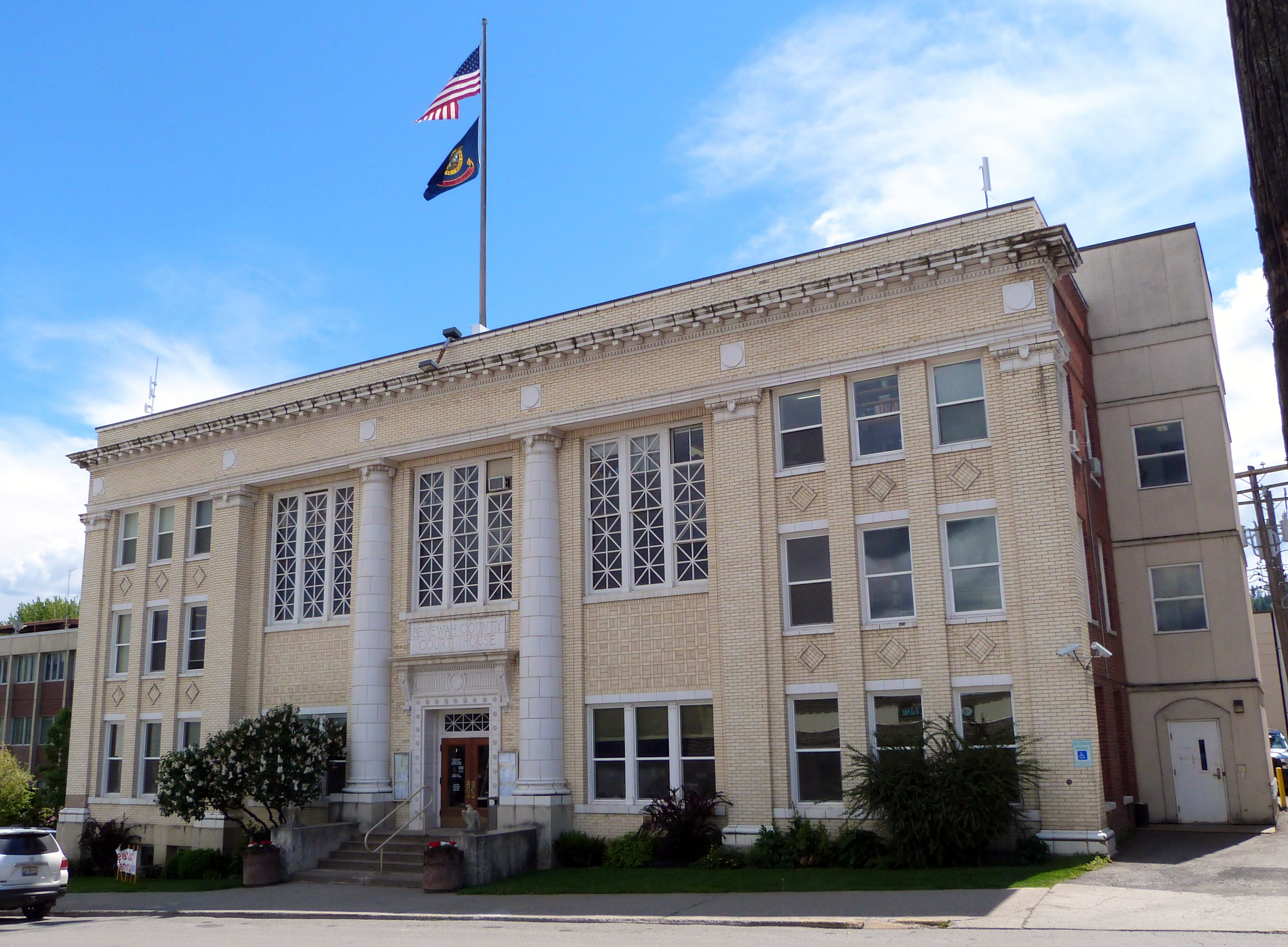
Le palais de justice du comté de Benewah à St.Maries

Pour les articles homonymes, voir Maries.
La ville de Saint Maries est le siège du comté de Benewah, situé dans l’État de l’Idaho, aux États-Unis. Sa population s’élevait à 2 402 habitants lors du recensement de 2010, estimée à 2 443 habitants en 2017.

## Démographie
| Groupe                | Saint Maries | Idaho | États-Unis |
| --------------------- | ------------ | ----- | ---------- |
| Blancs                | 96,0         | 89,1  | 72,4       |
| Métis                 | 1,8          | 2,5   | 2,9        |
| Amérindiens           | 1,1          | 1,4   | 0,9        |
| Asiatiques            | 0,6          | 1,2   | 4,8        |
| Afro-Américains       | 0,3          | 0,6   | 12,6       |
| Autres                | 0,2          | 5,1   | 6,4        |
| Hawaïens et Océaniens | 0,1          | 0,2   | 0,2        |
| Total                 | 100          | 100   | 100        |
|                       |              |       |            |
| Latino-Américains     | 1,6          | 11,2  | 16,7       |

Selon l'American Community Survey pour la période 2011-2015, 98,41 % de la population âgée de plus de 5 ans déclare parler l'anglais à la maison, 0,72 % déclare parler l'espagnol et 0,86 % une autre langue.

## Source
- (en) Cet article est partiellement ou en totalité issu de l’article de Wikipédia en anglais intitulé « St. Maries, Idaho » (voir la liste des auteurs).

1. ↑  (en) « Population of Idaho - Census 2010 and 2000 », sur censusviewer.com (consulté le 2 mars 2016).
2. ↑  (en) « Saint Maries, ID Population - Census 2010 and 2000 », sur censusviewer.com (consulté le 23 août 2018).
3. ↑  (en) « Language spoken at home by ability to speak english for the population 5 years and over. Universe: Population 5 years and over. 2010-2014 American Community Survey 5-Year Estimates », sur factfinder.census.gov.